# Аффи
Аффи (итал. Affi) — город и коммуна в Италии, располагается в провинции Верона области Венеция.
Население составляет 1940 человек, плотность населения составляет 216 чел./км². Занимает площадь 9,85 км². Почтовый индекс — 37010. Телефонный код — 00045.
Покровителем города почитается святой апостол Пётр в оковах (San Pietro in Vinco). Праздник города ежегодно празднуется 29 июня.